# 城东镇 (梅州市)
城东镇是中国广东省梅州市梅县区下辖的一个镇，地处梅县区东北部,距梅州市区8公里，总面积约79.32平方公里，辖12个行政村和1个居民委员会，常住居民人口为2.1万人，其中侨眷占60%，是该区内重点侨乡之一。境内丘陵山地与狭长盆谷交错，地势北高南低，多铅锌、煤、石灰石和建筑石等资源，2002年全镇工农业总产值5.7亿元。

## 行政区划
- 居民委员会：城东居民委员会
- 村落：玉水村、莲塘村、葵上村、葵下村、上坑村、竹洋村、汾水村、谢田村、石下村、石月村、书坑村、潮塘村